# Kamil Kašťák
Kamil Kašťák (né le 8 mai 1966 à Most en Tchécoslovaquie aujourd'hui ville de République tchèque) est un ancien joueur professionnel de hockey sur glace. Il a également été international pour la Tchécoslovaquie puis pour la République tchèque. Il est actuellement l'entraîneur adjoint de l'équipe du HC Most dans la 1.liga, second échelon de République tchèque.

## Carrière

### Carrière en club
Il commence sa carrière professionnelle en jouant avec l'équipe militaire du HC Dukla Jihlava en 1986 alors qu'il évoluait déjà par le passé avec l'équipe nationale. Par la suite, il va connaître plusieurs clubs aussi bien dans son pays (CHZ Litvínov, HC Sparta Prague ou encore avec le HC ZKZ Plzeň) qu'en Suède avec le HV 71, en Finlande avec le Lukko Rauma.
Il finit sa carrière professionnelle en 1999 en jouant avec ES Weißwasser dans la 1. bundesliga. En 2005, il devient entraîneur adjoint de l'équipe de sa ville natale, le HC Most dans la 1.liga, second échelon de République tchèque.

### Carrière internationale
Il est sélectionné pour la première fois avec la Tchécoslovaquie lors du championnat d'Europe junior en 1983 puis l'année suivante dans le championnat du monde junior.
En 1992, il joue avec son pays les dernières compétitions internationales de la Tchécoslovaquie : les championnats du monde et les Jeux olympiques. Il remporte alors la médaille de bronze lors de ces deux compétitions.
À la suite de la partition de la Tchécoslovaquie, la République tchèque se dote d'une équipe nationale masculine de hockey pour participer aux différentes compétitions internationales. Le premier match international de hockey de l'histoire de la République tchèque a lieu le 11 février 1993 avec une victoire 6 buts à 1 contre la Russie. Kašťák devient le premier buteur de l'équipe et il réalise même un doublé contre le gardien russe. Il fait partie par la suite de l'équipe qui remporte la médaille de bronze au championnat du monde 1993.

## Statistiques
Pour les significations des abréviations, voir Statistiques du hockey sur glace.

### Statistiques en club
| Saison    | Équipe           | Ligue         |    | Saison régulière | Saison régulière | Saison régulière | Saison régulière | Saison régulière |   | Séries éliminatoires | Séries éliminatoires | Séries éliminatoires | Séries éliminatoires | Séries éliminatoires |
| Saison    | Équipe           | Ligue         | PJ | B                | A                | Pts              | Pun              | PJ               | B | A                    | Pts                  | Pun                  |                      |                      |
| 1986-1987 | HC Dukla Jihlava | 1. liga       | 42 | 4                | 9                | 13               | 4                |                  |   |                      |                      |                      |                      |                      |
| 1989-1990 | CHZ Litvínov     | 1. liga       | 52 | 14               | 14               | 28               |                  |                  |   |                      |                      |                      |                      |                      |
| 1990-1991 | CHZ Litvínov     | 1. liga       | 59 | 28               | 23               | 51               |                  |                  |   |                      |                      |                      |                      |                      |
| 1991-1992 | CHZ Litvínov     | 1. liga       | 38 | 18               | 24               | 42               |                  | 9                | 6 | 4                    | 10                   |                      |                      |                      |
| 1992-1993 | HV 71            | Elitserien    | 38 | 18               | 6                | 24               | 18               |                  |   |                      |                      |                      |                      |                      |
| 1993-1994 | Lukko Rauma      | SM-Liiga      | 19 | 4                | 7                | 11               | 2                |                  |   |                      |                      |                      |                      |                      |
| 1993-1994 | HC Litvínov      | Extraliga     | 26 | 14               | 10               | 24               | 0                |                  |   |                      |                      |                      |                      |                      |
| 1995-1996 | HC Sparta Prague | Extraliga     | 26 | 4                | 10               | 14               | 8                |                  |   |                      |                      |                      |                      |                      |
| 1995-1996 | HC ZKZ Plzeň     | Extraliga     | 12 | 1                | 4                | 5                | 0                | 3                | 1 | 0                    | 1                    | 0                    |                      |                      |
| 1996-1997 | HC Litvínov      | EHL           | 6  | 0                | 1                | 1                | 2                | 2                | 0 | 0                    | 0                    | 2                    |                      |                      |
| 1996-1997 | HC Litvínov      | Extraliga     | 32 | 4                | 8                | 12               | 2                |                  |   |                      |                      |                      |                      |                      |
| 1997-1998 | ES Weißwasser    | 1.Liga Sud    | 61 | 23               | 40               | 63               | 28               |                  |   |                      |                      |                      |                      |                      |
| 1998-1999 | ES Weißwasser    | 1. Bundesliga | 47 | 11               | 23               | 34               | 6                |                  |   |                      |                      |                      |                      |                      |

### Statistiques en équipe nationale
| Année | Équipe             | Compétition                 |   | PJ | B | A | Pts | Pun                      |  | Résultat |
| 1983  | Tchécoslovaquie    | Championnat d'Europe        | 5 | 1  | 6 | 7 | 2   |                          |  |          |
| 1984  | Tchécoslovaquie    | Championnat du monde junior | 5 | 4  | 3 | 7 | 2   | Médaille de bronze       |  |          |
| 1991  | Tchécoslovaquie    | Coupe Canada                | 5 | 1  | 2 | 3 | 0   | Derniers du premier tour |  |          |
| 1992  | Tchécoslovaquie    | Jeux olympiques d'hiver     | 8 | 2  | 5 | 7 | 0   | Médaille de bronze       |  |          |
| 1992  | Tchécoslovaquie    | Championnat du monde        | 8 | 0  | 1 | 1 | 2   | Médaille de bronze       |  |          |
| 1993  | République tchèque | Championnat du monde        | 8 | 2  | 6 | 8 | 4   | Médaille de bronze       |  |          |
| 1994  | République tchèque | Jeux olympiques d'hiver     | 7 | 1  | 3 | 4 | 2   | Cinquième place          |  |          |
| 1994  | République tchèque | Championnat du monde        | 6 | 1  | 1 | 2 | 0   | Septième place           |  |          |